# Biancaneve (Disney)
Biancaneve (Snow White) è un personaggio immaginario, protagonista del lungometraggio d'animazione Biancaneve e i sette nani del 1937 prodotto dalla Disney.
Biancaneve è uno dei pochi personaggi di film d'animazione ad avere una stella nella Hollywood Walk of Fame. Si tratta, in ordine cronologico, della prima Principessa Disney. Inoltre, è di nazionalità tedesca, più specificamente della Baviera.

## Biografia del personaggio
Biancaneve è una giovane e bella principessa che vive in un castello con suo padre il re il quale, una volta rimasto vedovo, decise di risposarsi con Grimilde; alla morte del marito, divenne ossessionata dalla sua bellezza e invidiosa della figliastra che obbligò a lavorare come sguattera del castello. Qualche anno dopo Biancaneve incontrò il principe Florian, di un altro regno vicino, che notò la bellezza della fanciulla. Ogni giorno la regina consultava il suo specchio magico, chiedendole chi fosse la più bella del reame, e quest'ultimo le confermava sempre che era lei la donna più affascinante di tutto il regno fino a che, un giorno, le disse che la più bella del reame era diventata Biancaneve. Intanto quest'ultima e il principe si innamorano e Grimilde ordina a un cacciatore di uccidere la figliastra; l'uomo la conduce così in una radura ma non ce la fa ad assassinarla e, spiegatole tutto, la lascia fuggire nel bosco, intimandole di non tornare più al castello. Dopo aver fatto amicizia con alcuni animaletti, Biancaneve trova rifugio in una casetta nel bosco i cui proprietari sembrano assenti. Si dedica alle pulizie della casa, lasciata in condizioni di profondo disordine. La casa è in realtà di sette nani, Dotto, Brontolo, Gongolo, Pisolo, Mammolo, Eolo e Cucciolo, dei minatori. Al loro rientro in casa trovano tutto pulito, la cena pronta e la principessa addormentata. Decidono che la ragazza potrà rimanere con loro, per proteggerla dalla regina. Tempo dopo, quest'ultima, interrogando di nuovo lo specchio, scopre che il cacciatore non ha eseguito i suoi ordini e, con un incantesimo, si trasforma in un'orrenda e vecchia megera e avvelena una mela. La regina trova Biancaneve e le offre il frutto avvelenato, facendola cadere in un sonno profondo. Nel frattempo tornano i nani a casa, dove trovano la vecchia che scappa; la inseguono e, nella fuga, muore cadendo in un burrone. I nani, tornati a casa, trovano la fanciulla a terra e la pongono in una bara di cristallo. Il principe che non aveva mai smesso di cercarla, la ritrova e si ferma a baciare un'ultima volta la principessa; questo era però l'antidoto e l'incantesimo viene spezzato, Biancaneve si risveglia, saluta i nani e parte col principe.

## Caratterizzazione
Biancaneve è descritta dallo specchio magico della sua matrigna come avente "capelli neri come l'ebano, labbra rosse come la rosa, pelle bianca come la neve." Ha i capelli neri corti con un taglio a riccio (che le dà un aspetto infantile) e gli occhi marroni. Non è ancora una donna adulta, ma una ragazza nella sua pubertà. Ha le guance paffute e una figura magra e piatta. Sebbene sia stata vista per la prima volta vestita di stracci, Biancaneve è famosa per il suo vestito iconico con un corpetto blu, maniche a righe rosse e blu a sbuffo, una gonna gialla che arriva alle caviglie con una sottoveste bianca cucita da sé, e un alto colletto bianco, insieme a scarpe gialle con tacchi alti, un mantello marrone con l'interno rosso e un nastro a forma di fiocco rosso tra i capelli.
Biancaneve è innocente, gentile, dolce e allegra, dallo stile delicato e signorile, indicativo di un'educazione aristocratica. La sua natura generosa, fiduciosa e disponibile può causarle problemi, poiché altre persone potrebbero trarne vantaggio, come la sua vanitosa e malvagia matrigna. Sebbene sia sensibile e pacata, può essere energica, severa e sarcastica in una certa misura, come quando ha detto ai Nani di lavarsi le mani o quando ha rimproverato gli uccelli per spaventare la povera vecchietta (la regina trasformata da vecchia donna ambulante). Biancaneve è materna, compassionevole e si compiace di tenere la casa per i sette Nani mentre aspetta di incontrare di nuovo il suo amato principe. Con la sua gentilezza e la sua bellezza, la ragazza affascina ogni creatura del regno tranne la Regina. Mostra anche una grande resilienza e una forza interiore contro le avversità. Come età Biancaneve ha 14 anni ed è la principessa più giovane di tutte le altre. Il principe, poco più grande, ne ha 18.

## Accoglienza
L'accoglienza critica nei confronti del personaggio è stata polarizzata. TV Guide ha descritto Biancaneve come iconica, unica e incomparabile, scrivendo "mai più l'eroina di Walt avrebbe avuto una voce di canto così fantastica, e per questo motivo, è l'eroina preferita di molti autori dell'animazione". Definendola una "principessa delle fiabe", Otis Ferguson di The New Republic ha descritto il personaggio semplicemente come "proprio quello che vorresti che lei". John C. Flinn di Variety considera Biancaneve "l'incarnazione della dolcezza e della gentilezza da ragazza, esemplificata nel suo amore per i volatili e gli animaletti dei boschi che sono i suoi amici e, come si svilupperà successivamente, i suoi soccorritori."
I critici contemporanei hanno invece ritenuto che Biancaneve "manchi di nerbo, a differenza di molte successive eroine Disney", mentre la sua relazione con il principe sarebbe priva di "chimica". Roger Ebert del Chicago Sun-Times pensava che se "Biancaneve e i sette nani... fosse stato incentrato principalmente su Biancaneve, avrebbe potuto essere dimenticato subito dopo la sua prima del 1937, e oggi apprezzato solo per ragioni storiche". Ebert ha proseguito: "Biancaneve è, a dire il vero, un po' noiosa, non un personaggio che agisce ma uno la cui semplice esistenza ispira gli altri ad agire", descrivendo la tendenza della Disney a "confondere i titoli dei suoi film con il loro argomento" come un "errore" in quanto il film parla più dei nani e della regina cattiva che di Biancaneve. Desson Howe del Washington Post ha scritto: "lo spirito nello specchio si sbaglia del tutto: la regina cattiva […] è la più bella del reame" mentre Biancaneve, per quanto "pura", risulterebbe priva di altre qualità. Time Out ha affermato che "Biancaneve stessa potrebbe essere percepita come affascinante in maniera quasi insopportabile."

## Altri media

### Merchandising

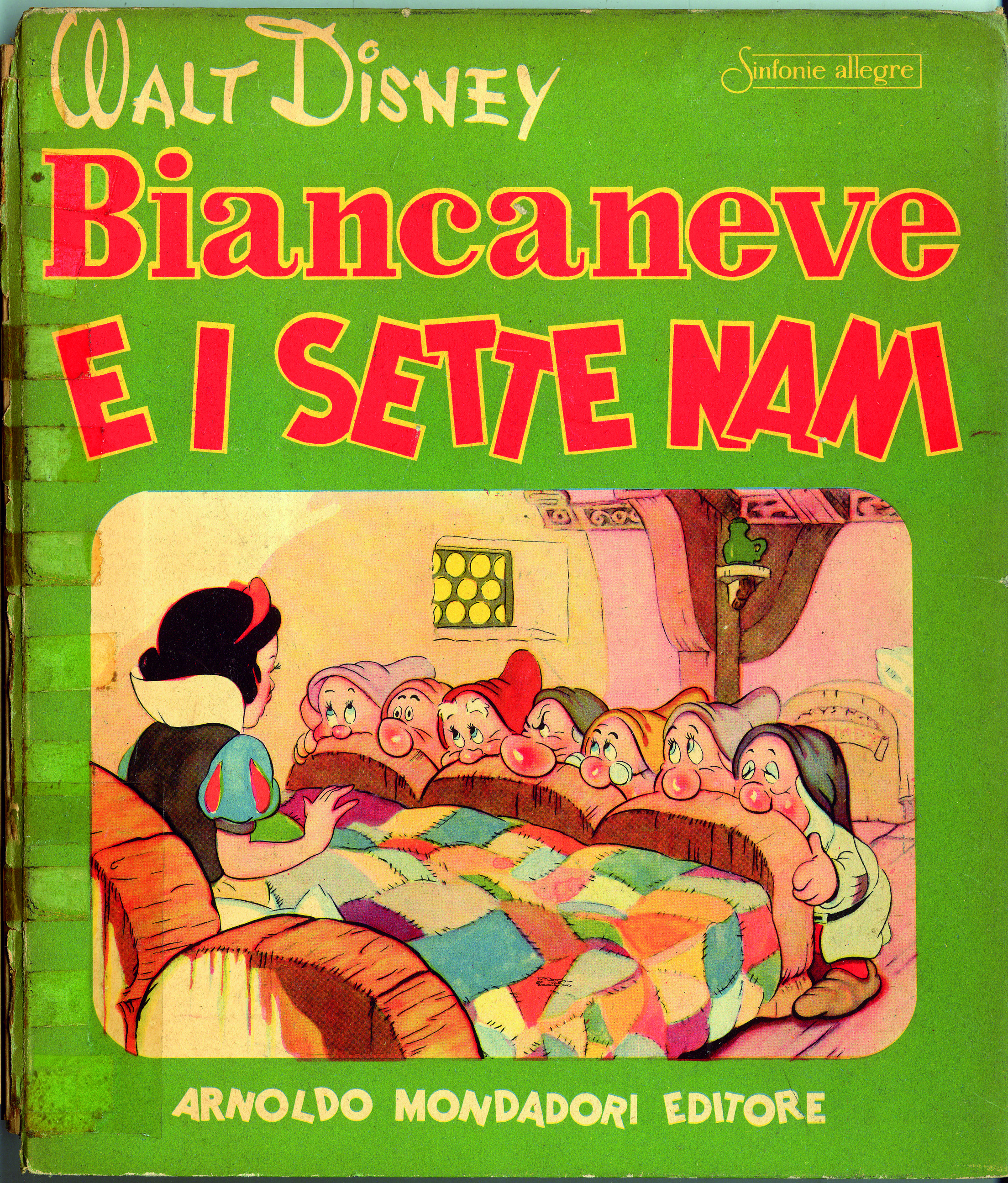
Copertina de La fiaba di Biancaneve con le illustrazioni del film Disney, pubblicata da Mondadori nella collana Sinfonie allegre (1948).

Biancaneve fa parte della collezione Principesse Disney, di cui è la leader, in quanto è la prima inserita nell'elenco, seguita da Cenerentola e Aurora che sono le due successive. In seguito se ne aggiunsero altre e attualmente sono 13 in totale.

### Libri
La più bella del reame: La storia della regina malvagia
Biancaneve è presente nel primo libro della serie Disney Villains di Serena Valentino. In "La più bella del reame", Biancaneve ha un ruolo minore, poiché la storia è maggiormente incentrata sulla sua matrigna. Nella storia, Biancaneve e la Regina hanno un ottimo rapporto prima che le Sorelle Strane incantino lo Specchio Magico, scatenando la gelosia e l'odio della Regina nei confronti di Biancaneve. Alla fine del romanzo, Biancaneve ottiene lo specchio e la sua matrigna ne diventa lo spirito.
Signora di tutti i mali: La storia della Fata Oscura
Biancaneve riappare come una Regina più anziana nel quarto libro della serie Villains. Nella storia, è una regina, ancora felicemente sposata con il suo Principe, con cui ha avuto dei figli. Incontra anche Circe per la prima volta e la aiuta a scoprire i segreti del suo passato. Viene anche rivelato che a Malefica fu assegnata Biancaneve come custode durante la sua prova di esaudimento dei desideri, e per aiutare Biancaneve distrusse lo specchio che conteneva lo spirito malvagio del padre di Grimhilde, liberandola dalle sue sofferenze e permettendole di tornare dall'amorevole matrigna che Biancaneve conosceva.
Mamma Sa Tutto: La Storia della Vecchia Strega
La Regina Biancaneve appare al fianco di Circe. Insieme a Circe, segue il viaggio di Gothel nel libro di fiabe custodito dalle Sorelle Strane.
Le Sorelle Strane: La Storia delle Tre Streghe
Biancaneve è protagonista nel sesto libro della serie Villains. Insieme a Circe, le due si mettono in viaggio per scoprire la verità sulle origini delle Sorelle Strane e per porre rimedio ai problemi e al caos che hanno causato. Lungo il cammino incontrano diversi personaggi dei romanzi precedenti. Solo quando si recano nel Bosco Morto e incontrano Primrose e Hazel, scoprono la verità sulle Sorelle Strane: furono divise in tre streghe dalla madre di Manea, Nestis, una potente strega. Le bambine furono prese da Jacob, ex amante di Manea e ora servitore non-morto, per essere affidate alla famiglia White, dove vennero cresciute. Un incontro faccia a faccia con le Sorelle Strane porta all'estrazione dello spirito di Grimhilde dallo specchio, dove si frantuma e muore di fronte a Biancaneve. Una Biancaneve scossa assiste poi al suicidio di Circe davanti alle Sorelle Strane, morendo tra le sue braccia nonostante le sue suppliche.
Mirror Mirror: A Twisted Tale
Nel quinto romanzo della serie, ci si chiede: "Cosa succederebbe se la Regina Cattiva avvelenasse il Principe?". In questa rivisitazione, Biancaneve diventa una principessa guerriera determinata a rovesciare la sua tirannica matrigna, che avvelena il Principe Azzurro per attirarla fuori dal nascondiglio. 

### Cinema e televisione
Biancaneve fa parte delle serie animate House of Mouse - Il Topoclub e Sofia la principessa, ed appare con le altre principesse Disney in un cameo nel film Ralph spacca Internet e tra le protagoniste dello speciale per Disney+ LEGO Disney Princess: The Castle Quest. È apparsa anche in Chi ha incastrato Roger Rabbit.

### Live Action
Nel remake in live-action dell'omonimo classico Disney del 2025, Biancaneve interpretata dall'attrice Rachel Zegler, doppiata in italiano da Arianna Vignoli nei dialoghi e da Eleonora Segaluscio nel canto.

### Videogiochi
- Kingdom Hearts: Biancaneve è una delle sette principesse del cuore, catturata dagli Heartless per ordine di Malefica (la strega già vista nel film Disney, La bella addormentata nel bosco). Sarà infine salvata da Sora, Paperino e Pippo. Biancaneve, come le altre principesse (fatta eccezione per Jasmine e Belle) non appare nel seguito del videogioco, infatti in Kingdom Hearts II viene solo menzionata. Appare anche in Kingdom Hearts II, Kingdom Hearts Birth by Sleep e Kingdom Hearts χ.